# 馬尼克里克 (明尼蘇達州)
馬尼克里克（英語：Money Creek）是位於美國明尼蘇達州休斯頓縣的一個非建制地區。

## 歷史
馬尼克里克於1856年成立，同年設立郵局，其後於1907年停運。此地得名自附近同名的溪，該溪因曾有旅客的錢不慎吹入溪中而得名。

## 地理
馬尼克里克所處的海拔為高於海平面234米（即768英呎），而該地所採用的時區為UTC-6，即北美中部時區（CST）。同時該地設有夏令時間，為UTC-6調快一小時，即UTC-5（CDT）。